# Горкунов, Эдуард Степанович
Эдуа́рд Степа́нович Горкуно́в (21 января 1945 — 25 октября 2020) — советский и российский физик, академик РАН (2011).

## Биография
В 1966 году окончил Тюменский педагогический институт.
Работал в Тюменском индустриальном институте, Уральском государственном университете, Институте физики металлов, Физико-техническом институте УрО РАН.
В 1994—2015 годах — директор Института машиноведения УрО РАН и заместитель председателя УрО РАН. Был профессором УрФУ им. Б. Н. Ельцина, среди его учеников два доктора и 12 кандидатов наук.
Член-корреспондент РАН c 30 мая 1997 по Отделению проблем машиностроения, механики и процессов управления (машиностроение), академик c 22 декабря 2011 года. Член Межакадемического совета по проблемам развития Союзного государства России и Белоруссии.
Заместитель главного редактора журнала «Дефектоскопия», член редколлегии журналов «Контроль. Диагностика», «Машиностроение и инженерное образование». Вице-президент Российского общества неразрушающего контроля и технической диагностики, член Совета по присуждению премий Правительства РФ в области науки и техники и Совета по техническим наукам при Президиуме РАН, председатель диссертационного совета. Почётный член Болгарского общества неразрушающего контроля, действительный член Международной академии неразрушающего контроля.
Скончался 25 октября 2020 года в Екатеринбурге. Похоронен на Широкореченском кладбище.

## Научная деятельность
Защитил кандидатскую диссертацию «Исследование статистических и динамических магнитных свойств закаленных и отпущенных конструкционных сталей при различных режимах перемагничивания» (1977).
Автор 385 научных работ, из них 9 монографий и 34 авторских свидетельств и патентов.

## Награды
- Орден Дружбы (2004)
- Орден Почёта (9 января 2012) — за большие заслуги в развитии науки и многолетнюю плодотворную деятельность[2]
- лауреат Государственной премии Российской Федерации в области науки и техники (1997) — за разработку, создание и внедрение методов и средств электромагнитного контроля для обеспечения техногенной безопасности и качества промышленных объектов[3]
- лауреат премии Правительства Российской Федерации
- Награждён почетными грамотами Президиума Верховного Совета Удмуртской АССР и губернатора Свердловской области
- Золотая медаль имени академика С.В. Вонсовского (УрО РАН, 10 февраля 2017) — за значительный вклад в организацию и развитие академической науки на Урале
- Медаль имени В.П. Матвеева (УрО РАН, 15 июня 2016) — за совокупность работ в области исследования процессов перемагничивания, которые нашли практическое применение в виде создания новых методов неразрушающего контроля